# Gabriele Colombo
Gabriele Colombo (Varese, 11 de mayo de 1972) fue un ciclista italiano, que fue profesional entre 1994 y 2007. Durante su carrera profesional consiguió una decena de victorias, destacando entre todas ellas la Milán-San Remo de 1996. 
Es hijo de Ambrogio Colombo y nieto de Luigi Macchi, también ciclistas.

## Palmarés
1995
- 1 etapa de la Vuelta a Burgos

1996
- Milán-San Remo
- Giro de Cerdeña
- Giro de Calabria, más 1 etapa
- Settimana Coppi e Bartali

1998
- 1 etapa de la Tirreno-Adriático
- 1 etapa de los Cuatro días de Dunkerque

2000
- 1 etapa de la Semana Catalana
- 1 etapa de la Vuelta al País Vasco

## Resultados en las grandes vueltas
| Carrera              | 1994 | 1995 | 1996 | 1997 | 1998 | 1999  | 2000 | 2001 | 2002  | 2003 | 2004  | 2005 | 2006 | 2007 |
| -------------------- | ---- | ---- | ---- | ---- | ---- | ----- | ---- | ---- | ----- | ---- | ----- | ---- | ---- | ---- |
| Giro de Italia       | -    | -    | Ab.  | Ab.  | 52.º | -     | -    | 65.º | 130.º | 63.º | 117.º | -    | -    | -    |
| Tour de Francia      | -    | 51.º | -    | -    | -    | 125.º | -    | -    | -     | -    | -     | -    | -    | -    |
| Vuelta a España      | -    | -    | -    | -    | -    | -     | Ab.  | -    | -     | -    | -     | -    | -    | -    |
| Mundial en Ruta      | -    | -    | -    | -    | -    | -     | -    | -    | -     | -    | -     | -    | -    | -    |
| Mundial Contrarreloj | 20º  | -    | -    | -    | -    | -     | -    | -    | -     | -    | -     | -    | -    | -    |

-: no participa 

Ab.: abandono